# Hubert Mumelter

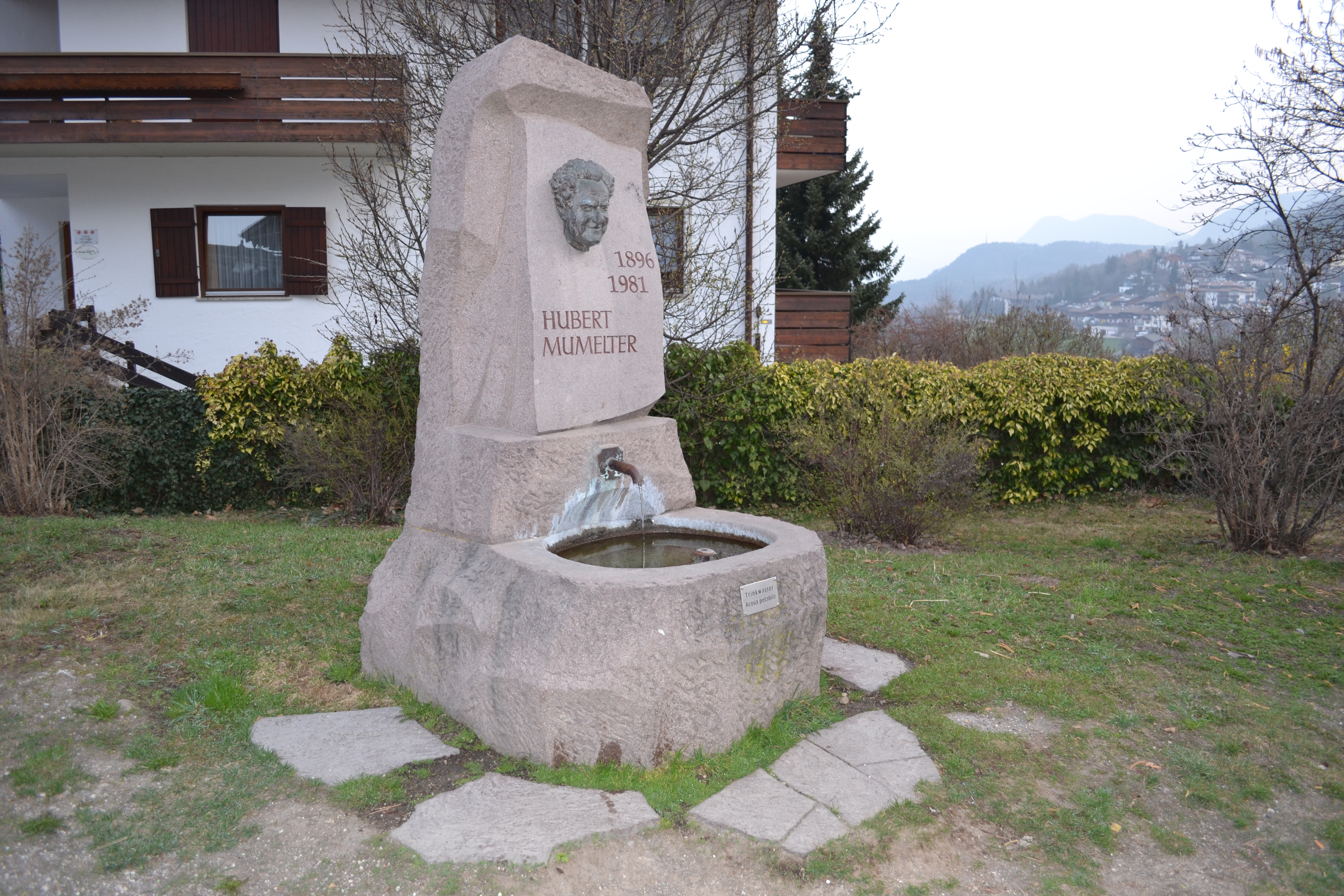
Hubert-Mumelter-Gedenkstätte in Völs am Schlern

Hubert Mumelter (* 26. August 1896 in Bozen, Österreich-Ungarn; † 24. September 1981 ebenda) war ein Südtiroler Schriftsteller, Dichter und Maler.

## Leben
Hubert Mumelter stammte aus einer Bozner Kaufmannsfamilie. Er besuchte das Gymnasium Stella Matutina in Feldkirch bis zum Ausbruch des Ersten Weltkriegs. Nach der Kriegsmatura diente er drei Jahre an der Front in den Dolomiten und zuletzt am Ortler. In seinen Dichtungen kommt immer wieder die Erschütterung über den Untergang Österreich-Ungarns und die Teilung Tirols zum Ausdruck.
Nach dem Krieg studierte er Rechtswissenschaften an der Universität Innsbruck. 1921 promovierte er zum Dr. iuris und wurde daraufhin Rechtsanwaltsanwärter in der Bozner Kanzlei seines Onkels Ernst von Tschurtschenthaler. 1924 beendete er seine juristische Laufbahn und wurde Skilehrer, um im Sommer als freier Schriftsteller tätig sein zu können. Er schrieb und wohnte in der Villa „Waldfried“ in der Nähe des Völser Weihers. 1936 kaufte er ein Haus in St. Konstantin bei Völs, das seine endgültige Bleibe wurde.
1931 erschien sein Oswald-von-Wolkenstein-Roman „Zwei ohne Gnade“ im Insel Verlag. 1933 veröffentlichte er seine berühmte „Skifibel“, die er selbst mit Karikaturen versah. Darauf basierend erschien 1934 das von Walter Kahnert entwickelte Spiel „Im Wintersportparadies“ beim Otto Maier Verlag als Ravensburger Spiel Nr. 5513, bei der das Spielfeld von Mumelter gezeichnet wurde. Ebenfalls 1934 kam sein Roman „Die falsche Straße“ heraus, 1940 folgten „Schatten im Schnee“ und „Leise fällt der Schnee“ sowie die gemeinsam mit Carl Zangerle und Franz Sylvester Weber verfasste Gedichtsammlung „Opfergang und Bekenntnis“ (das zugunsten einer Südtiroler Abwanderung in das NS-Reich warb), 1941 das nationalsozialistisch gesinnte Büchlein „Das Reich im Herzen. Erzählungen“ (erschienen im NS-Gauverlag und Druckerei Innsbruck, 2. Aufl. 1944), 1948 „Maderneid“. Daneben schrieb Mumelter viele Gedichte (zwei Sammlungen 1933 und 1952).
Der Zweite Weltkrieg riss ihn aus seinem bisherigen Leben heraus. Im Herbst 1943 wurde er zum Südtiroler Ordnungsdienst eingezogen und 1944 kam er zu den Standschützen. In der Zeit der NS-Besatzung Südtirols schrieb Mumelter wiederholt für das offiziöse Bozner Tagblatt.
1945 heiratete Mumelter. Seine Frau stammte aus der Bozner Kaufmannsfamilie Jank-Rubatscher.
1951 wurde die Bozner Wochenzeitung „Die Alpenpost“ gegründet, die in bewusstem Gegensatz zur Südtiroler Volkspartei stand und von der italienischen Regierung finanziert wurde. Hubert Mumelter wurde Schriftleiter des Blatts und propagierte darin seine Idee vom dreisprachigen Tirol. Dieser von ihm so bezeichnete „Rätische Traum“ bedeutete eine Absage an ein rein deutschsprachiges Südtirol, was ihm vielfach übelgenommen wurde. Nur mehr ein kleiner Kreis von Freunden hielt ihm die Treue. Als die Zeitung Ende 1957 keine staatliche Finanzierung aus Rom mehr bekam, musste sie ihr Erscheinen einstellen. Damit endete auch die journalistische Tätigkeit Mumelters.
Seit der Optionszeit hatte Mumelter auch zu malen begonnen, vorwiegend Aquarelle von Heimatlandschaften.
Hubert Mumelter starb 1981 im Alter von 85 Jahren und wurde auf dem Friedhof seiner Wahlheimat Völs begraben.

## Werke (Auswahl)
- 1931: Zwei ohne Gnade (2. Auflage als Oswalt und Sabina. Zwei ohne Gnade, 1938; 4 (?). Auflage, 1952; 5. Auflage, 1970; 6. Auflage, 1976)
- 1934: Die falsche Straße (2. Auflage, 1937)
- 1934: Skifahrt ins Blaue
- 1934: Bergfibel (Neuauflage, 2010)
- 1935: Skifibel (Neuauflage, 1951; Neuauflage, 1992)
- 1935: Hubert Mumelter’s Skibilderbuch
- 1936: Der Skibazillus. Eine Satire und Erzählungen
- 1938: Strandfibel
- 1939: Sonne, Ski und Pulverschnee. Das Farbfotobuch vom Wintersport (2. Auflage, 1941)
- 1940: Schatten im Schnee (2. Auflage, 1944)
- 1941: Das Reich im Herzen. Erzählungen (2. Auflage, 1944)
- 1948: Dolomiten-Legende. Erzählung (Neuauflage, 1981)
- 1950: Der Skiteufel
- 1952: Gedichte 1940–1950
- 1954: Wein aus Rätien. Dreißig Historien und Histörchen aus Südtirol
- 1951: Maderneid (Neuauflage als Die Herrin auf Maderneid, 1960)
- 1966: Die Dolomiten
- 1972: Zwischen den Zeiten. Erzählungen aus Südtirol
- 1976: Verklärter Herbst. Gedichte
- 1978: Feuer im Herbst
- 1981: Das Rauschen der Rocca. 3 Bände
  - Schatten im Schnee (Neuauflage des Buchs aus dem Jahr 1940)
  - Und leise fällt der Schnee
  - Die falsche Straße (Neuauflage des Buchs aus dem Jahr 1934)
- Der Engel Cherubina

## Auszeichnungen
- Walther-von-der-Vogelweide-Preis (1964)
- Ehrenbürger von Völs am Schlern (1976)
- Ehrenzeichen des Landes Tirol (1979)